# Sportverein Kaltern Eishockey
Lo Sportverein Kaltern Eishockey è una squadra di hockey su ghiaccio di Caldaro sulla strada del vino che gioca nella Serie A.

## Storia
La squadra è stata fondata nel 1962, come costola della polisportiva SV Kaltern. Per anni ha militato a livelli piuttosto bassi, non oltre la serie C, anche per problemi di stadio (per anni, ad esempio, ha dovuto giocare ad Ora). Nel 1966 si aggiudica comunque il campionato di Landesliga.
Nel 1994 venne terminato il palaghiaccio dove gioca ancora oggi.
Dopo la vittoria della serie C nel 1980-81, la squadra ha militato in serie B per quattro stagioni. Quando poi questa fu divisa in B1 e B2, il Caldaro continuò a passare tra i due campionati.
A cavallo del 2000 la squadra visse il suo primo momento migliore: nel 1998-99 e nel 1999-2000 fu terza nella Serie B (nuovamente unificata), nel 2000-01 la vinse addirittura, ma rinunciò alla A per motivi economici, giungendo poi seconda l'anno successivo.
Nel 2003-04 ci fu una riforma dei campionati, e il Caldaro si trovò a disputare la sua prima stagione in massima serie, che chiuse al 14° e penultimo posto. Al termine della stagione, le ultime 5 classificate, tra cui i caldaresi, furono retrocesse nella neonata Serie A2.
Nella stagione 2007-08 vince a sorpresa, contro l'HC Valpellice, l'A2, vincendo la serie 3-0.
Dopo una parentesi anche nel campionato di Inter-National-League 2013-2014, nella stagione 2014-15, grazie ad una nuova riforma dei campionati, è tornato a giocare in serie A (conclusa poi all'ultimo posto). Dal campionato seguente milita nella serie cadetta.
Proprio la permanenza in cadetteria permette alla squadra di disputare la Coppa Italia che a partire dal 2016 viene difatti contesa tra le iscritte in Serie B: i lucci, guidati in quella stagione dallo statunitense Stan Moore, si aggiudicano l'edizione 2018/19 grazie alla vittoria finale sui corregionali del Merano. Sempre contro il Merano, vince nello stesso anno anche il campionato di Italian Hockey League 2018-2019 (il nuovo nome della Serie B) portando così a 3 il numero di titoli conquistati in cadetteria. Stesso epilogo due anni dopo (dopo l'anno di interruzione dei campionati a causa dell'epidemia di Covid-19) quando il Caldaro rivince il titolo ancora contro il Merano.
Nella stagione 2024/2025, il Caldaro porta a casa il quinto titolo della propria storia. Dopo aver chiuso da prima in classifica sia la regular season che il master round, nei playoff elimina Valpellice (3-0) e Varese (3-2), avendo poi la meglio in finale su Aosta (4-2).
Nella stagione 2025-26 parteciperà alla Serie A.

## Palaghiaccio
Il Palaghiaccio Caldaro, denominato Raiffeisen Arena per motivi di sponsorizzazione, è il palazzetto nel quale si disputano gli incontri casalinghi dell'SV Caldaro. Il palaghiaccio è stato inaugurato nel 1994 dopo 5 anni di lavori e può ospitare sino a 1 500 spettatori.

## Palmarès
- Coppe Italia: 1

2018-19
- Serie B/Italian Hockey League: 4

2000-01, 2007-08, 2018-19 e 2020-21
- Serie C: 2

1965-66 (Landesliga) e 1980-81

## Roster 2025/26

### Portieri
- 01  Alex Andergassen
- 37  Hannes Pichler
- 50  Daniel Morandell

### Difensori
- 03  Doug Janik
- 09  Leonhard Rainer
- 10  Giovanni Reffo
- 12  Alberto Meneghini
- 15  Thomas Waldthaler
- 22  Markus Kofler
- 34  Florian Massar
- 44  Tobias Dissertori
- 89  Luca Franza

### Attaccanti
- 07  Alexander Andergassen
- 08  Marian Zelger
- 10  Luca De Donà
- 14  Bastian Andergassen
- 16  Denny Deanesi
- 18  Manuel Gamper
- 19  Simon Andergassen
- 20  Stefano Piva
- 27  Paolo Widmann
- 48  Alex Berry
- 75  Patrick Gius
- 91  Michael Felderer

### Allenatore
- Lucas Grossrubatscher

## Stranieri del Kaltern-Caldaro
| #  | Nazionalità | Giocatori |
| -- | ----------- | --- |
| 17 | Finlandia   | Marko Sten, Juha-Matti Vanhanen, Janne Vuorela Jukka-Pekka Holopainen, Harri Kohvakka, Tomi-Pekka Kolu, Matias Loppi, Miikka Lindholm, Tommi Niemelä, Jan Eriksson, Jani Virtanen, Antti Hildén, Turo Virta, Riku Väkiparta, Roope Ranta, Marko Virtala, Teemu Virtala, Oskari Siiki |
| 11 | Rep. Ceca   | Jan Vodila, Michal Nevrkla, Zdenek Kudrna, Milan Blaha, Valdemar Pelikovský, Tomas Kucharcik, Jiri Sindelar, Ladislav Benysek, Danko Deveri, Jakub Šindel, Martin Mazanec |
| 10 | Canada      | Lou Dickenson, Tim Knudsen, John Nail, Ryan Finnerty, Troy Barnes, Shaun Arvai, Jonathan Jolette, Don Nichols, Steve Pelletier, Steven Tarasuk |
| 4  | Stati Uniti | Justin Eddy, Alex Berry, Doug Janik, Kevin Montgomery |
| 4  | Svezia      | Fredrik Lindmark, Daniel Wågström, Pontus Morén, Simon Mattsson |
| 3  | Slovacchia  | Karel Metelka, Daniel Brejcak, Adrian Klein |